# Гебхард фон Хирцберг
Гебхард фон Хирцберг (нем. Gebhard von Hirzberg, в разных источниках Герхард фон Хирцберг, Хиршберг, Гебхард Граф фон Хиршберг, умер в 1280) — вице-ландмейстер Тевтонского Ордена в Пруссии в 1257—1259, ландмейстер в Германии (1273-1277).

## Биография
Рыцарь Гебхард фон Хирцберг вступил в Орден в 1255 году, участвовал в основании крепости Мемель. В 1257 году стал вице-ландмейстером Пруссии, часто замещал ландмейстера Дитриха фон Грюнингена. Состоял в этой должности до 1259 года.
К этому времени относится первое достоверное упоминание о крепости Кёнигсберг, которое приводится в документе 29 июня 1256 года, где она фигурирует как «крепость Кёнигсберг в Самбии». Упоминание о крепости связано с земельными спорами. Из-за того, что в 1256 году крепость была перенесена западнее первоначального сооружения, начался земельный спор Тевтонского ордена и епископа Самбийского, поскольку границы владений не были чётко определены. После долгих переговоров, при помощи посредника, епископа Вармии удалось достичь компромисса. Две трети Самбии решено было отдать Ордену, а одну треть — епископу. Это соглашение, заключённое между епископом Генрихом фон Штритбергом и вице-ландмейстером Гебхардом фон Хирцбергом предусматривало и соответствующее разделение территории крепости между светскими и духовными властями. Но в 1264 году епископ Самбийский перенёс свою резиденцию в Фишхаузен.
После этого он вернулся в Германию, где в 1273 году стал ландмейстером (до 1277).